# 투썸플레이스
투썸플레이스(A Twosome Place)는 대한민국의 프리미엄 디저트 카페이자 커피 프랜차이즈 기업이다. 2002년 신촌점을 시작으로 2023년 말 기준 전국에 1,640여개 점포를 운영하고 있다. 2008년 프랜차이즈 사업을 시작한 후 2018년  2월 CJ푸드빌 커피사업부문을 분사하여 법인화됐으며, 2021년 미국의 사모펀드 칼라일그룹에서 인수하였다.

## 주요 연혁
- 2002년: 투썸플레이스 1호점 신촌점 오픈
- 2008년: 프랜차이즈 사업 시작
- 2010년: 100호점 오픈
- 2014년: 업계 최초 ‘원두 이원화 서비스’ 실시
- 2016년: Drive-Thru 1호점 오픈
- 2018년 2월: CJ푸드빌 , 투썸플레이스 법인 설립후 CJ푸드빌 지분 40%매각
- 2018년 11월: 계열사인 주식회사 미미(빵, 과자류 제조업) 흡수합병, 정읍 디저트 공장(Awesome Dessert Plant) 인수
- 2019년 4월: 홍콩계 사모펀드 엥커에쿼티파트너스 CJ푸드빌 45%지분 추가매입
- 2019년 5월: ‘블랙 그라운드’, ‘아로마노트’ 원두 리뉴얼
- 2019년 6월: 이영상 대표이사 취임
- 2020년 4월: SWP 디카페인 원두 도입
- 2020년 6월: 엥커에쿼티파트너스가 CJ푸드빌 나머지 지분 15% 매입
- 2021년 7월: 브랜드 앱 및 멤버십 서비스 ‘투썸하트’ 리뉴얼 론칭
- 2021년 11월: 미국 사모펀드 칼라일그룹 인수
- 2022년 7월: 음성 커피&디저트 전문 생산 공장(Awesome Pairing Plant) 준공
- 2023년 7월: 문영주 대표이사 취임

## 투썸플레이스 의미
- SMALL INDULGENCE '나만의 즐거움을 만날 수 있는 프리미엄 디저트 카페'라는 의미로 'A'CUP OF COFFEE(따스한 한 잔의 커피가 있는), 'TWO' OF US (우리가 함께 하는), 'SOME' DESSERT (눈과 입이 즐거운 색다른 디저트를 즐기는), 'PLACE'(작은 사치를 누릴 수 있는 행복한 공간) 라는 의미를 가진 카페이다.

## 연혁
2002년 투썸플레이스 브랜드 론칭(1호점 신촌점)으로 시작해 2008년 가맹사업을 시작했다. 2010년 100호점을 돌파함과 동시에 BI를 리뉴얼했다. 약 20년 동안 커피와 디저트를 함께 즐길 수 있는 차별화된 콘셉트로 국내 커피 전문점 시장을 이끄는 대표 브랜드로 자리매김했다. 브랜드 론칭 때부터 마카롱, 티라미수 등 프리미엄 디저트를 퀄리티 높은 커피와 함께 제공해 눈길을 끌었으며 현재도 디저트 카페로 독보적인 입지를 선점하고 있다. 2018년에는 1,000호점을 돌파했으며 2023년 말 기준 국내에서 1,640여개 매장을 보유하고 있다.

## 제품

### COFFEE
투썸플레이스의 원두는 투썸플레이스 큐그레이더(Q-Grader)가 좋은 산지의 신선한 원두만을 선별해 각각 다른 개성의 세가지 블렌드로 제공한다.
블랙 그라운드, 아로마 노트, SWP디카페인으로 세 가지의 블렌드를 가지고 있다. 블랙 그라운드는 다크 로스팅을 통해 깊고 진하며 초콜렛티한 풍미가 강조된 원두이고, 아로마 노트는 향미 손실을 최소화 하여 과일향과 꽃향으로 블랙 그라운드보다 가벼운 바디감과 산뜻함을 즐길 수 있는 원두이다. 화학약품을 사용하지 않고 깨끗한 물에 생두를 담가 친환경적으로 카페인을 제거하는 ‘스위스 워터 프로세스(SWP)’ 공법을 사용한 ‘SWP 디카페인’도 제공하고 있다.

### DESSERT
투썸의 디저트 종류는 케이크, 마카롱, 초콜릿, 아이스크림이 있다. 케이크는 홀 케이크 뿐만 아니라 조각케익도 판매중이다. 그 중 시그니처는 스초생(스트로베리 초콜릿 생크림 케이크 Strawberry Chocolate Cake)와 ‘떠먹는 아박(아이스박스 ice box)다.
스초생은 2014년 출시 이후 10년간 누적 판매량 1,000만개를 기록하기도 했다. 2015년 출시된 ‘떠먹는 아박(아이스박스)’은 마스카포네 크림과 블랙쿠키를 층층이 쌓은 미국 홈메이드 스타일 케이크로, 국내 디저트 업계에 ‘떠먹는 케이크’를 대중화시킨 제품이기도 하다.

### TWG TEA
투썸플레이스는 2040 고객층을 중심으로 차에 대한 수요가 늘어나는 현상을 보고 커피 전문점 업계 최초로 TWG와 독점 계약을 맺었다. 본사는 싱가포르에 있으며 국내에서는 5성급 호텔과 백화점 명품관 등 한정된 공간에서만 판매하는 고급 차 브랜드이다. 투썸플레이스에서는 얼그레이, 민트, 카모마일, 크림캬라멜(루이보스), 블랙티를 판매 중이다.

## 매출 현황
2017년 투썸플레이스가 국내 대형 커피점 중 최다 출점을 기록하였다. 2016년부터 2018년까지 798개의 점포 수에서 950개, 총 152개의 점포수가 늘어났다. 2015년 말 조사에 따르면 투썸플레이스는 4억 8,300만원으로 조사대상 10곳 중 가맹점 연평균 매출이 가장 높게 평가되었다. 또한 2014년 TWG를 도입한 후에는 매출이 60%이상 확대되었다. 코로나19 기간 중에도 2020년 영업이익과 순이익이 각각 5%, 3% 증가하는 성장을 기록하며 같은 기간 영업이익이 감소한 스타벅스 등과 비교해 유의미한 성과를 거뒀다.
2022년 7월 약 400억원을 투자하여 충북 음성에 커피 로스팅과 디저트 자동화 생산 라인을 갖춘 '어썸 페어링 플랜트(Awesome Pairing Plant)'를 준공했다. 적극적인 투자와 마케팅 활동을 바탕으로 2023년 심화된 카페업계 경쟁 속에서도 매출 12.1%, 영업이익이 19.3% 증가하며 역대 최대 실적을 기록했다.

## 같이 보기
- CJ푸드빌
- 뚜레쥬르